# 코트디부아르의 행정 구역

코트디부아르의 행정 구역

코트디부아르는 12개 구(district)와 2개 자치구(district autonome)로 구성되어 있으며 이들 구는 31개 주(région)로, 31개의 주는 다시 108개 도(départment)로 나뉜다.